# アムステルダム (ニューヨーク州)

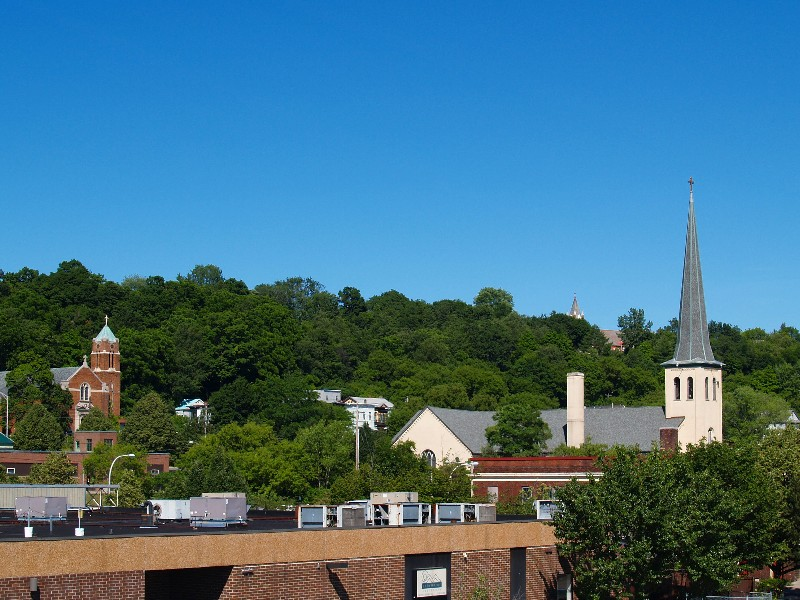
ダウンタウン

アムステルダム（英語:Amsterdam）は、アメリカ合衆国ニューヨーク州のモンゴメリー郡にある都市。人口は1万8219人（2020年）。モーホーク川に接している。名称はオランダのアムステルダムにちなんでいる。

## 概要
現在の名称になったのは1803年。19世紀よりパール製のボタンや織物が町の産業の中心であり、20世紀に入ってからも国内カーペット製造大手のモーホーク・ミルズ・カンパニーが一時拠点を置くなどした。
市内には数多くのオフィスが入居するアムステルダム・リバーフロント・センター (Amsterdam Riverfront Center) があるほか、アメリカ合衆国国家歴史登録財に指定されている元武器庫のアムステルダム・キャッスル、アメリカプロレス殿堂博物館が観光名所である。

## 交通

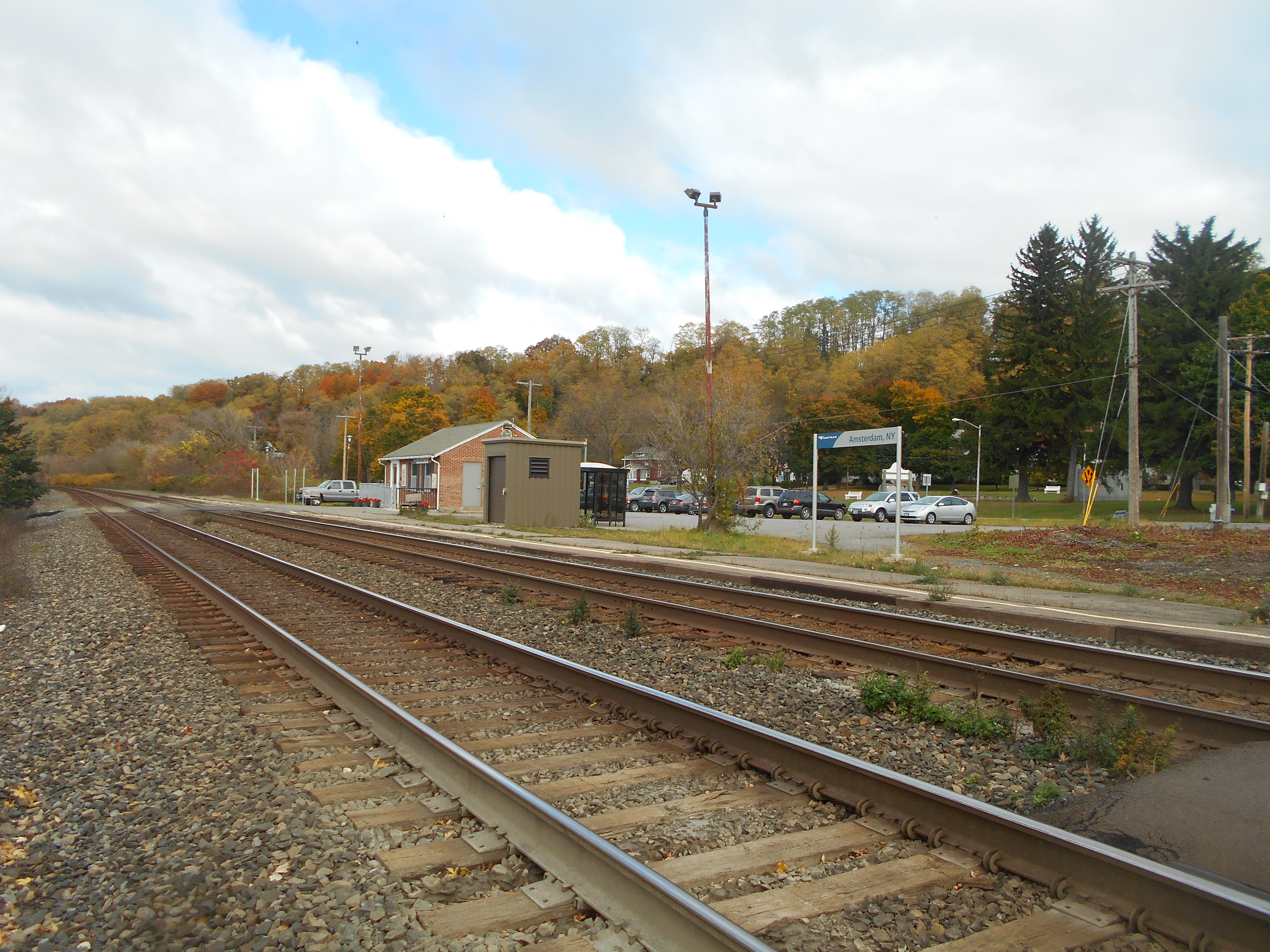
アムステルダム駅

### 鉄道
アムトラックのアムステルダム駅がウェスト・メイン・ストリート466にある。下記の列車が利用できる。
トロントとニューヨーク間の昼行国際列車メープルリーフ号…1日1往復停車
ニューヨーク州ナイアガラフォールズとニューヨーク間の昼行中長距離列車エンパイア・サービス…1日2往復停車（ナイアガラフォールズ (ニューヨーク州)まで運行する便がアムステルダム (ニューヨーク州)駅に停車）